# Martin Paul Wolf
Martin Paul Wolf (nebo též Martin Wolf) (25. května 1908 v Arnoldgrünu u Saské Kamenice (Arnoldsgrün in Sachsen) – místo a datum smrti neznámé?) byl v letech 1942 až 1944 vedoucím IV. oddělení Úřadu říšského protektora v Protektorátu Čechy a Morava pro kulturní politiku a pak zastával funkci vedoucího oddělení kulturní politiky v Německém státním ministerstvu pro Čechy a Moravu.

## Životopis
Martin Paul Wolf vystudoval v Lipsku klasickou filologii a dějiny.
K pražské řídící úsekové ústředně (Leitabschnitt Prag) SD-L nastoupil v roce 1939 a působil zde ve funkci vedoucího referátu B 1 (ideologičtí odpůrci) a referátu C (kultura, film, tisk, divadlo, rozhlas, literatura, propaganda a školství). Zároveň Martin Paul Wolf vykonával funkci zástupce šéfa této úsekové ústředny SD-L.
Miloš Havel byl nacisty v roce 1940 donucen k odprodeji svého většinového podílu ve společnosti a německá správa tak získala nad Barrandovskými ateliéry kontrolu. Na valné hromadě A-B Barrandov dne 21. listopadu 1941 navrhl ředitel Karl Schulz změnu názvu společnosti na Prag-Film, Aktiengesellschaft. Toto pak bylo schváleno dne 10. února 1942 a společnost byla zařazena do filmového koncernu UFA. Koncem roku 1941 se Martin Paul Wolf stal také členem představenstva AB-FilmFabrikation (Filmové ateliery Barrandov) v Praze a to poté co společnost přešla z českého na německé majoritní vlastnictví.
V březnu roku 1942 převzal Martin Paul Wolf vedení kulturně politického oddělení Úřadu říšského protektora v Čechách a na Moravě. V červnu roku 1942 byl jmenován "strážcem" kulturních záležitostí u říšského protektora. Od té doby Martin Paul Wolf řídil a usměrňoval veškerou kulturní činnost v Protektorátu Čechy a Morava. V úsekové ústředně SD-L převzal vedení referátu III C (kulturní život). V roce 1943 se SS-Sturmbannführer Martin Paul Wolf stal vedoucím oddělení kulturní politiky v Německém státním ministerstvu pro Čechy a Moravu. V Praze setrval až do konce druhé světové války. Jeho další poválečné osudy nejsou známy.

## Hodnostní postup
- SS-Untersturmführer od 09. listopadu 1935[2]
- SS-Obersturmführer 13. září 1936[2]
- SS-Hauptsturmführer 09. listopadu 1937[2]
- SS-Sturmbannführer od 30. ledna 1939[2]

## Vyznamenání
- Válečný záslužný kříž I. třídy bez mečů[2]
- Válečný záslužný kříž II. třídy bez mečů[2]
- Čestné meče říšského vůdce SS (Ehrendegen des Reichsführer SS)[2]
- Prsten se smrtihlavem SS (Totenkopfring der SS)[2]

## Dovětek
Šestý den (2. června 1942) po atentátu na zastupujícího říšského protektora R. Heydricha (27. května 1942) se konala na pražském Staroměstském náměstí první z manifestací loajality s Velkoněmeckou říší. SS-Sturmbannführer Martin Paul Wolf (šéf IV. oddělení Úřadu říšského protektora pro kulturní politiku) chápal smysl této manifestace jako protireakci na to, že československý exil měl snahu vydávat atentát na R. Heydricha za důkaz toho, že „Čechy a Morava se nacházejí ve vzpouře“, „český národ stojí jednotně za Benešem a emigrantskou klikou v Londýně“ a „Hácha s protektorátní vládou jsou beze zbytku odmítáni a činěni odpovědnými za popravy“.
Sedmý den (3. června 1942) po atentátu na zastupujícího říšského protektora R. Heydricha (27. května 1942) a den před jeho následném úmrtí (4. června 1942) napsal Martin Paul Wolf ve svém sdělení šéfovi říšské tiskové služby ve Vůdcově hlavním stanu – SS-Obergruppenführerovi Dietrichovi:
Atentát je anglická práce. Jedná se jednoznačně o ojedinělou akci, která byla pečlivě připravena a nemá jakoukoliv souvislost se všeobecnými politickými náladami a postoji českého obyvatelstva.
Martin Paul Wolf, hlášení do Vůdcova hlavního stanu, 
Po skončení masové manifestace na pražském Staroměstském náměstí Martin Paul Wolf upozorňoval úředníky říšského ministerstva propagandy, jaký počet manifestujících má být uveden v tisku. S německou důkladností operoval tím, že se na Staroměstské náměstí v Praze vejde (pokud by se na jeden metr čtverečný počítaly 4 osoby) nanejvýš 58.496 osob. Wolf zároveň důsledně varoval, že v cizině je mnoho lidí, kteří vědí, kolik lidí se na Staroměstském náměstí může shromáždit. Zároveň Martin Wolf žádal, aby počet účastníků nebyl nadsazován a aby bylo taktéž uvedeno, že další tisíce manifestujících Čechů stály v přilehlých ulicích. (Český tisk skutečně po skončení manifestace udával počet 60.000 popř. 65.000 účastníků.)